# Chazaliella insidens
Espèce
Synonymes
- Chazaliella insidens subsp. insidens[1]
- Psychotria insidens Hiern[1]
- Uragoga insidens (Hiern) Kuntze[1]

Chazaliella insidens (Hiern) E.M.A.Petit & Verdc. est une espèce de plantes de la famille des Rubiacées et du genre Chazaliella, présente en Afrique tropicale.

## Description
C'est un sous-arbrisseau pouvant atteindre 1 m de hauteur.

## Distribution
La sous-espèce insidens a été observée principalement au Cameroun (régions du Sud-Ouest, dont le mont Cameroun, et du Sud), au sud-est du Nigeria et sur l'île de Bioko en Guinée équatoriale.
La sous-espèce liberica a été observée au Liberia.

## Liste des sous-espèces
Selon Tropicos (12 février 2018) (Attention liste brute contenant possiblement des synonymes) :
- sous-espèce Chazaliella insidens subsp. insidens
- sous-espèce Chazaliella insidens subsp. liberica Verdc.